# Узкоколейная железная дорога

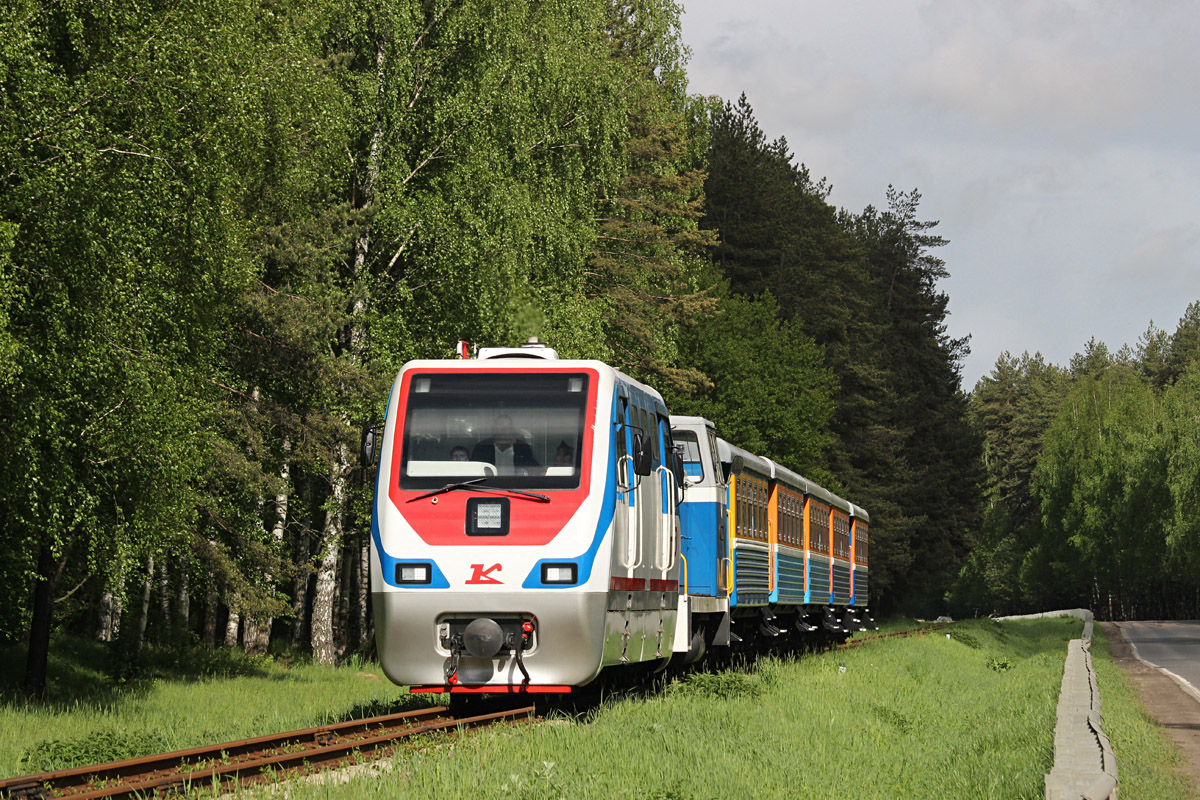
Тепловоз ТУ10

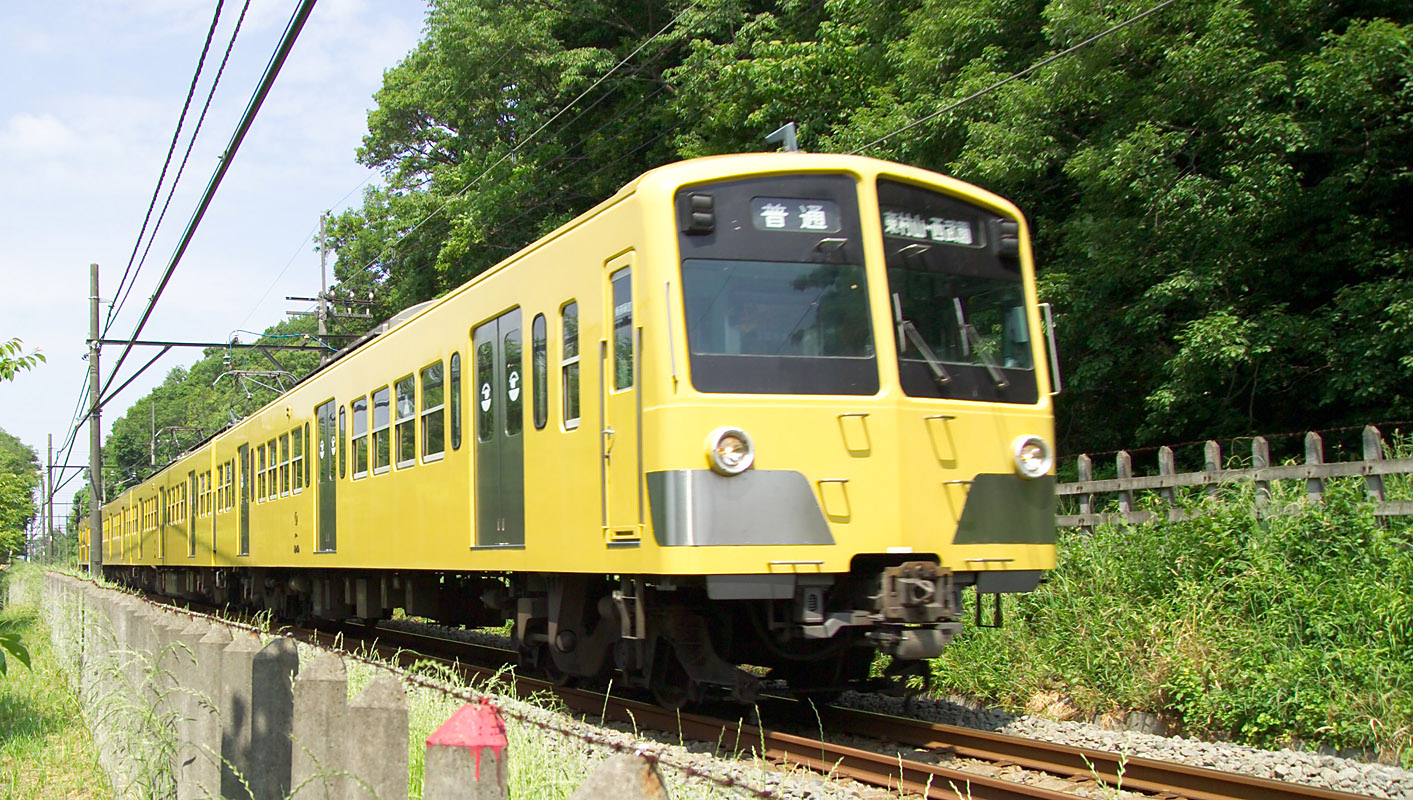
Японский узкоколейный поезд

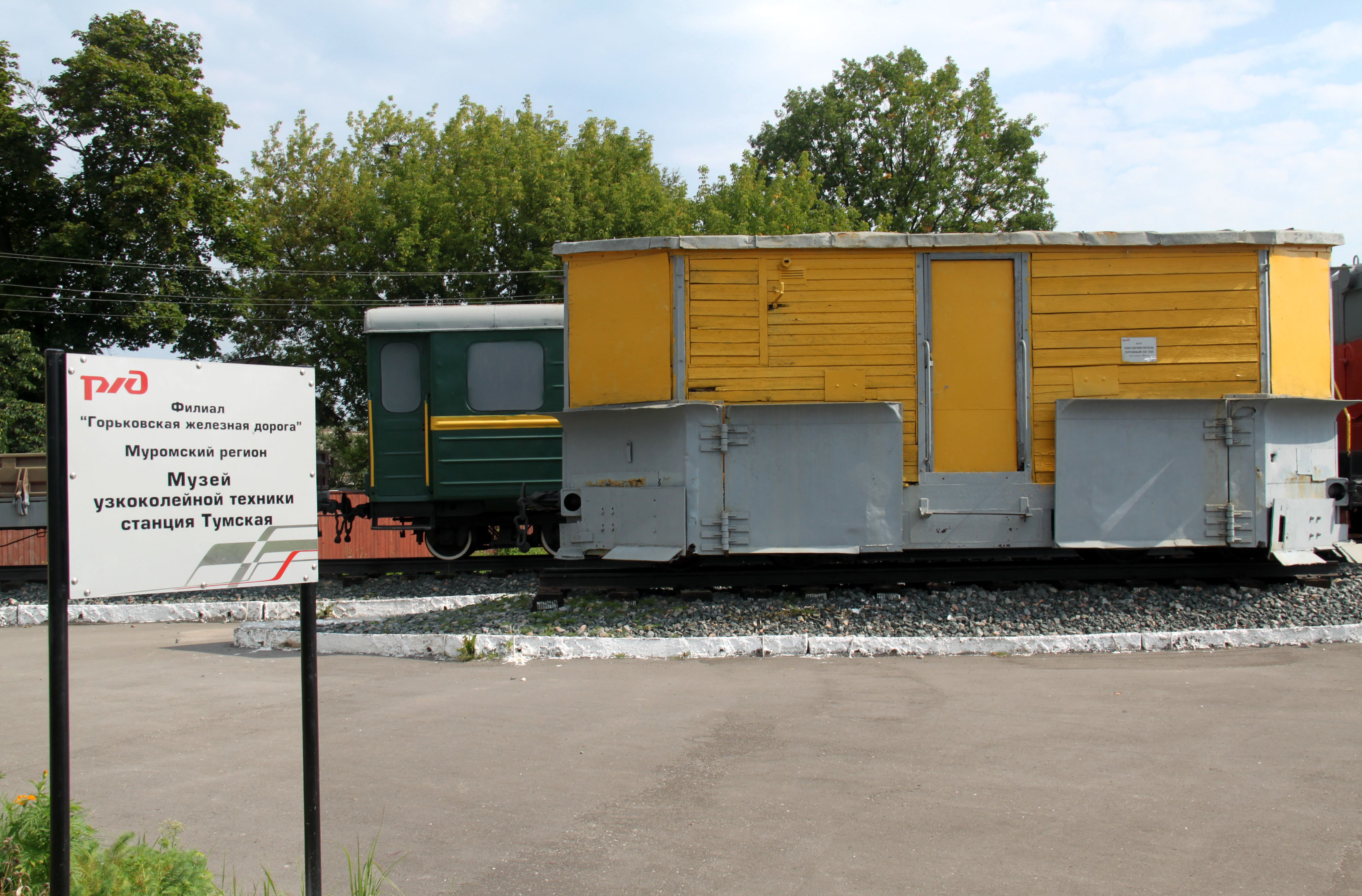
Музей узкоколейной техники на станции Тумская

Узкоколе́йная желе́зная доро́га (разг. «узкоколе́йка») — железная дорога с шириной колеи менее стандартной; подвижной состав таких дорог несовместим по ряду параметров с дорогами нормальной колеи (то есть технические проблемы не исчерпываются перестановкой тележек). Обычно узкоколейками принято называть железные дороги с шириной колеи 600—1200 мм; дороги с меньшей шириной колеи называются микроколейками, а также дековильками (декавильками), что не всегда правильно. Дековилевская колея — это путь с шириной 500 мм.

## Характеристика

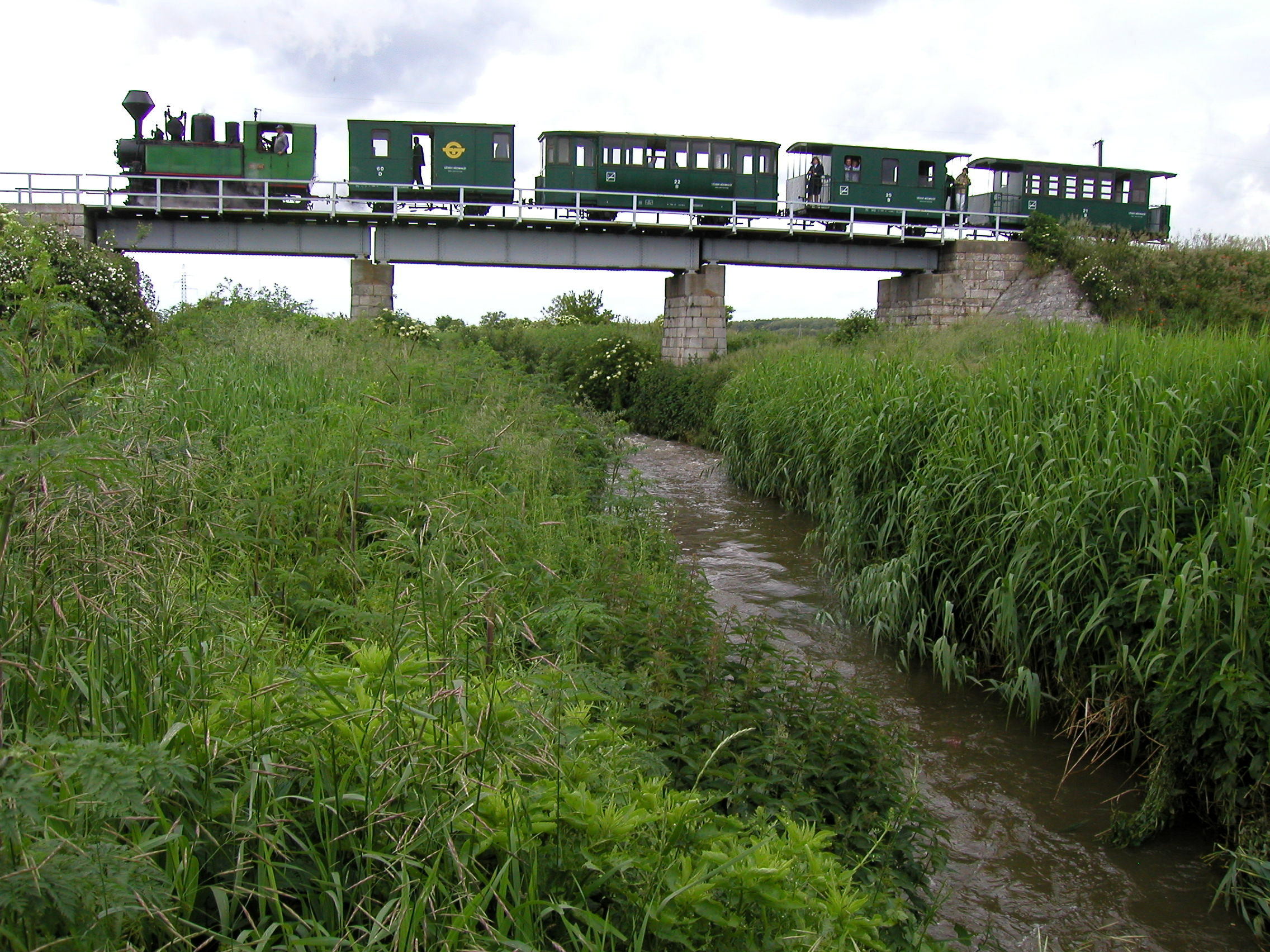
Для лёгких локомотивов и вагонов — лёгкие мосты

Узкоколейные железные дороги дешевле в постройке и эксплуатации, чем железные дороги со стандартной шириной колеи. Меньшие размеры локомотивов и вагонов позволяют строить более лёгкие мосты; при прокладке тоннелей для узкоколеек требуется извлекать меньший объём грунта. Кроме того, на узкоколейках допускаются более крутые кривые и подъёмы, чем на обыкновенных железных дорогах, что обусловило их популярность в горных районах.
Недостатками узкоколейных железных дорог являются: меньший габарит и вес перевозимых грузов, меньшая устойчивость и меньшая максимально допустимая скорость. Как правило, узкоколейные дороги не образуют единой сети и чаще всего строятся предприятиями для одной определённой цели (например, для вывоза заготовленного леса или торфа).
Кроме промышленных узкоколеек существовали подвозные, соединявшие обыкновенные железные дороги с теми районами, где строить железные дороги стандартной колеи было невыгодно. Такие узкоколейки впоследствии были «перешиты» на стандартную колею либо исчезли, не выдержав конкуренции с автотранспортом, так как все их преимущества перекрывались большим недостатком: перевалка грузов с одной железной дороги на другую была долгим и трудоёмким процессом.

## Области применения узкоколейных дорог

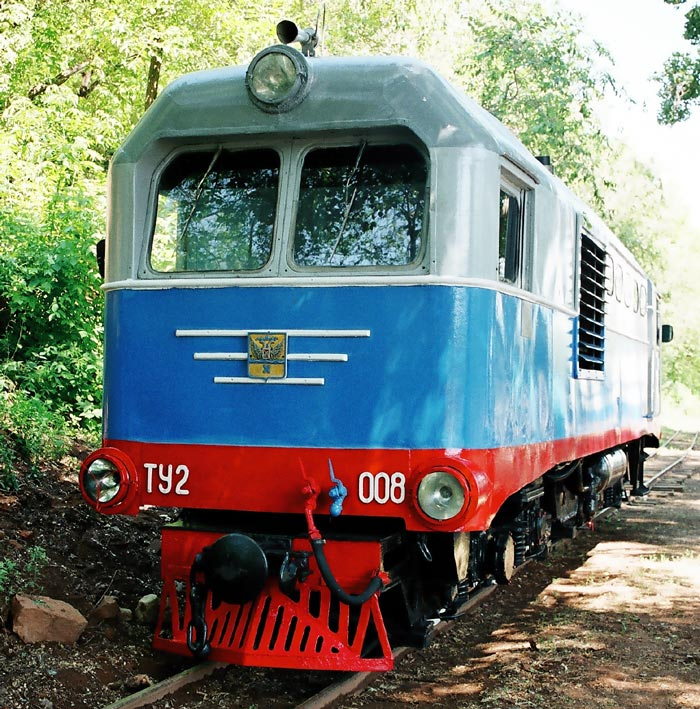
Узкоколейный тепловоз ТУ2-008 на Малой железной дороге в Оренбурге

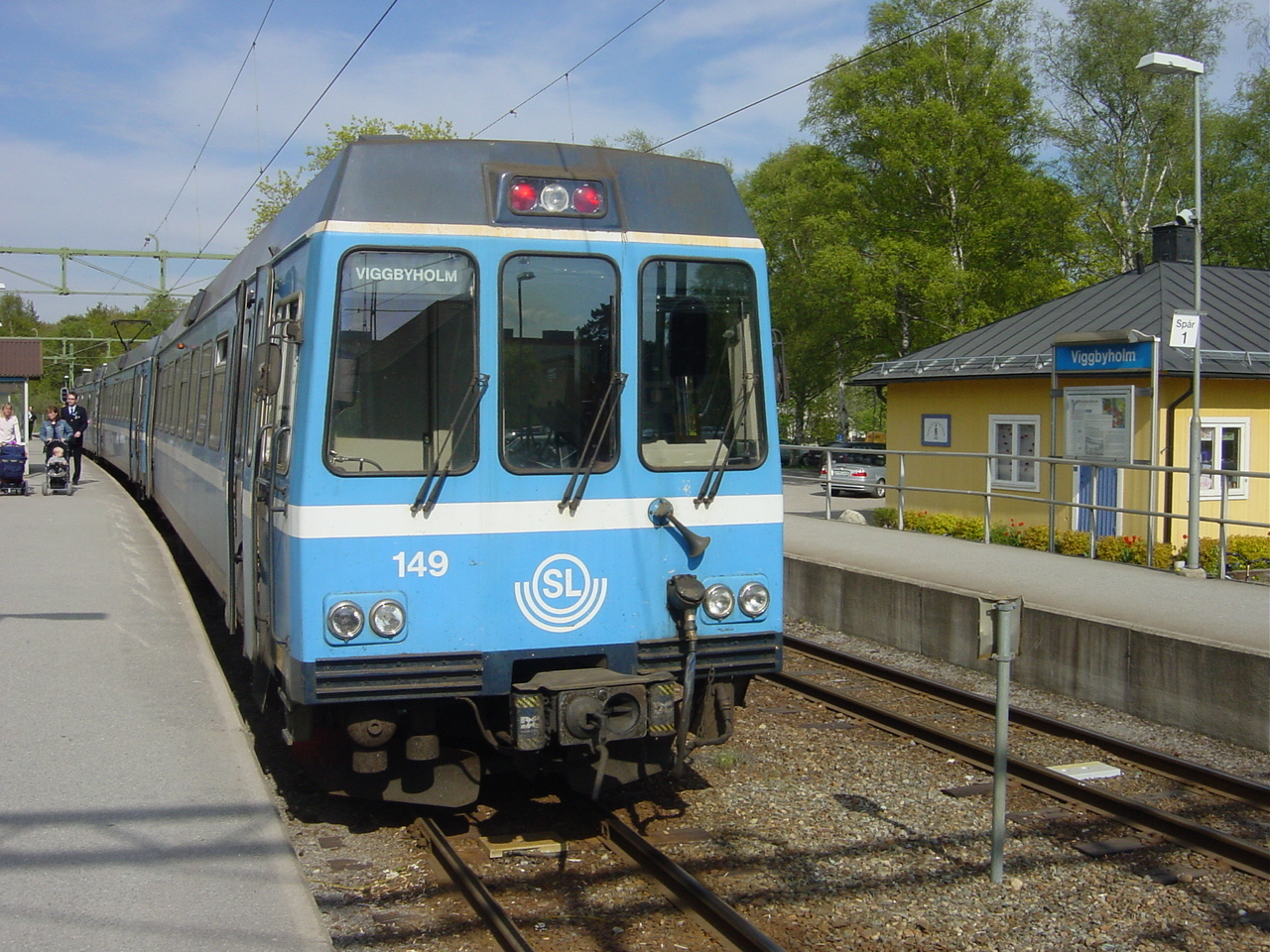
Станция Виннбюхольм ЖД Рослагбанан — 891 мм в Стокгольме.

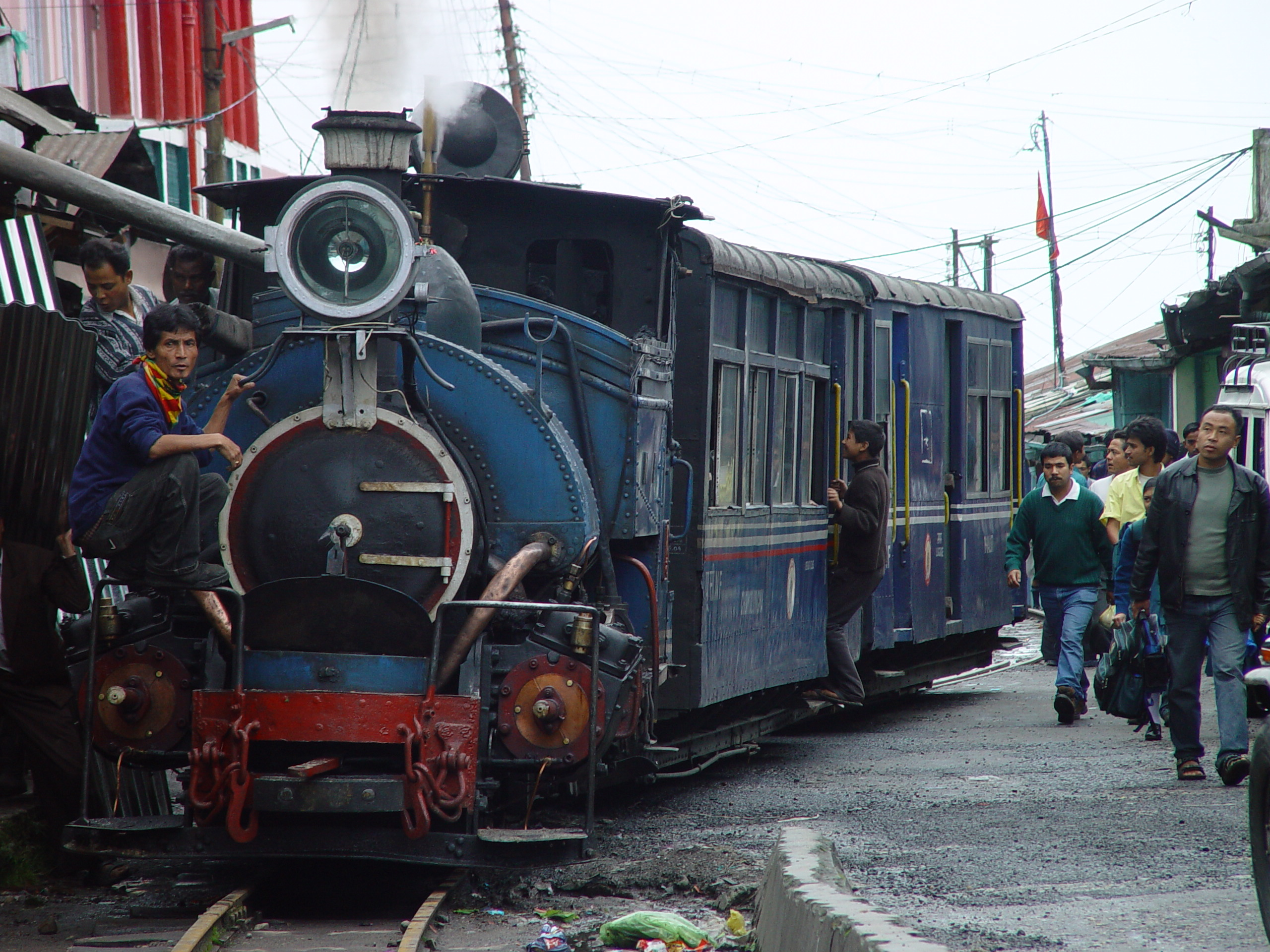
Узкоколейные (600 мм) горные железные дороги в Дарджилинге и в горах Нилгири (Индия) внесены ЮНЕСКО в список Всемирного наследия. Дарджилингская железная дорога

### Промышленное и народнохозяйственное использование
Узкоколейные железные дороги строились для обслуживания торфоразработок, лесосек, шахт, рудников, отдельных промышленных предприятий или групп из нескольких смежных предприятий, районов целинных земель в пору их освоения. Примером такой дороги может служить железная дорога острова Банаба, связывавшая места разработки гуано и порт, которая имела колею 610 мм.
Микроколейные железные дороги строились внутри цехов или по территории крупных предприятий для перемещения крупных заготовок, больших количеств материалов, станков, вывоза из цехов крупногабаритной готовой продукции, иногда для развоза рабочих в отдалённые цеха. В настоящее время для этих целей применяются автопогрузчики и электрокары.

### Военное использование
Во время войн, при подготовке к крупным военным сражениям или при создании пограничных укрепрайонов строились военно-полевые узкоколейные дороги для обеспечения переброски войск и военных грузов. Для прокладки таких дорог часто использовались имеющиеся автодороги с грунтовым или асфальтобетонным покрытием. Протяжённость дорог составляла от нескольких до ста километров.
Кроме того, строились отдельные узкоколейные железнодорожные линии внутри фортификационных сооружений. Такие дороги использовались для транспортировки боеприпасов с большими габаритами.

### Детские железные дороги
Все детские железные дороги бывшего СССР, а также других стран, имеют узкую колею (в СССР, как правило, 750 мм).

### Прочее
На острове Сахалин железная дорога также имела узкую колею (1067 мм). Эта дорога вместе с подвижным составом осталась после периода владения островом Японией, где колея 1067 является стандартной для всей железнодорожной сети. С 2002 года по 2020 год все линии были перешиты на колею 1520 мм.
Отдельные линии железных дорог строились как узкоколейные, делалось это для экономии средств. В дальнейшем, при увеличении грузопотоков, такие линии перешивались на нормальную колею. Примером такого подхода могут служить линии Покровская Слобода — Ершов — Уральск и Урбах — Красный Кут — Александров Гай Рязано-Уральской железной дороги. На Одесско-Кишинёвской дороге существует целое отделение узкой колеи — Гайворонское.

## Ширина колеиузкоколейных дорог
В СССР была принята стандартная ширина колеи для узкоколейных железных дорог общего пользования — 750 мм (90 % от протяжённости всех линий), но на острове Сахалин существовала оставшаяся от японцев колея 1067 мм. Для шахтных, рудничных и заводских узкоколеек иногда используется ширина колеи 600 мм, 900 мм, 1000 мм.
Среди микроколейных дорог самая узкая колея (всего 260 мм) используется в Великобритании на железной дороге Уэльс — Уолсингем. Большинство микроколейных железных дорог имеет ширину 381 мм или 15 дюймов, что является неписаным стандартом. Также распространены ширины 500 мм, 457 мм, 400 мм.

## Подвижной состав дорог узкой колеи

### Локомотивы, дрезины и мотовозы

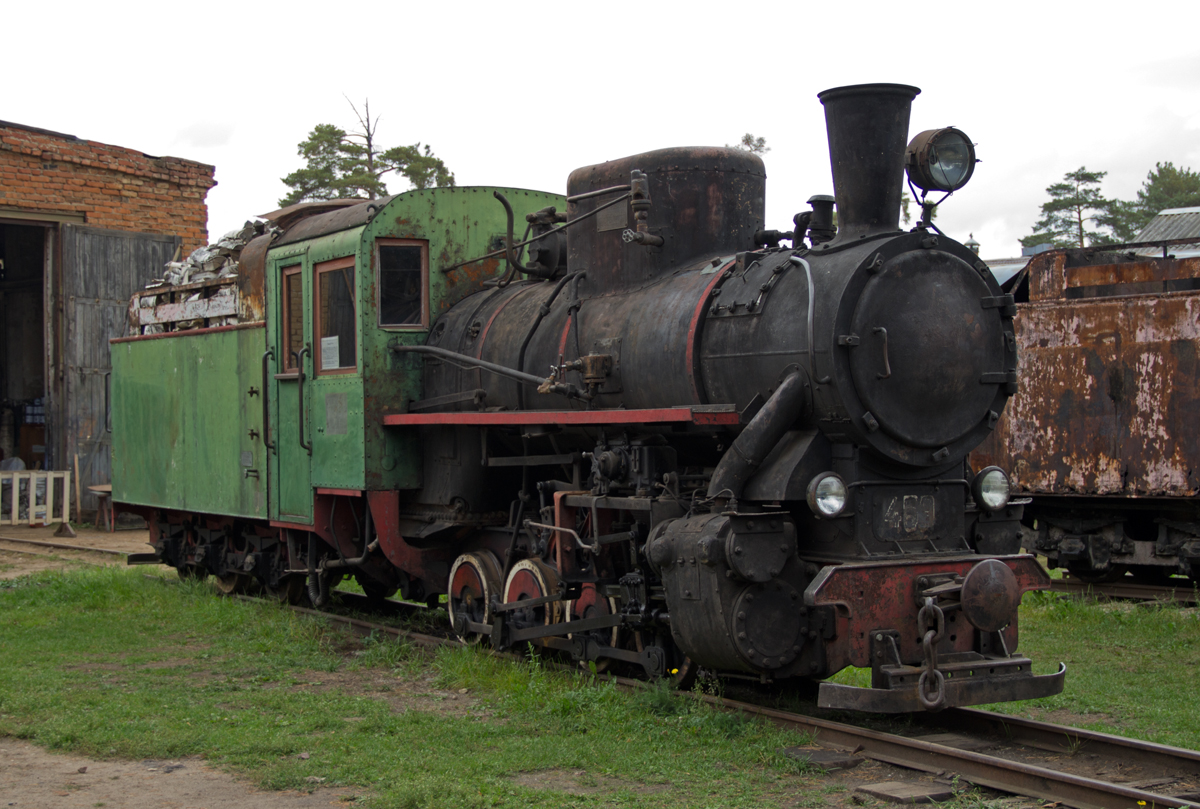
Паровоз К^{п}4-469

Паровозы:
- Паровоз серии 157
- Паровоз серии 159
- Паровоз Кв4
- Паровоз Кч4
- Паровоз Кп4
- паровоз ША
- Паровоз Д51
- Паровоз Гр, а также другие серии.

Тепловозы:
- Тепловоз ТУ1
- Тепловоз ТУ2
- Тепловоз ТУ3
- Тепловоз ТУ4
- Тепловоз ТУ5
- Тепловоз ТУ6А
- Тепловоз ТУ6Д
- Тепловоз ТУ6СПА
- Тепловоз ТУ7
- Тепловоз ТУ8
- Тепловоз ТУ8Г
- Тепловоз ТУ9
- Тепловоз ТУ10

Мотовозы:

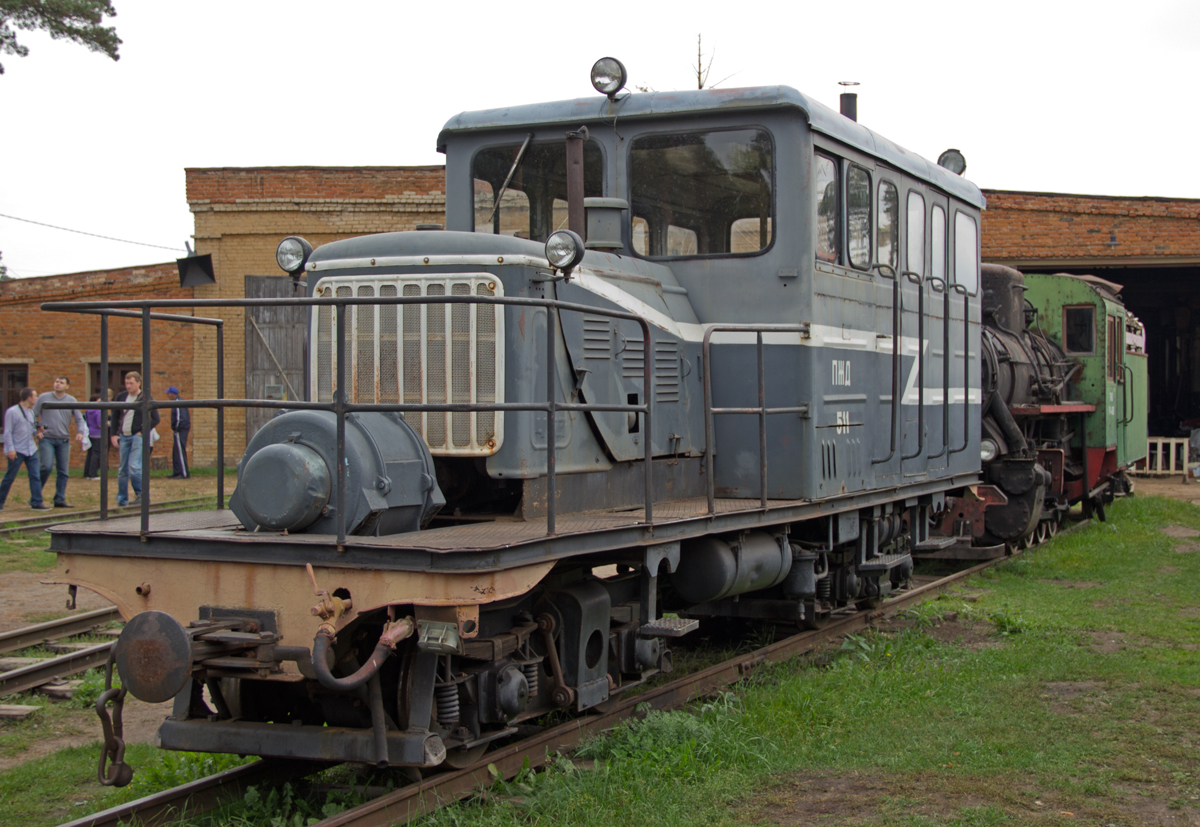
Самоходная электростанция ЭСУ2а — № 511

- Электростанция Самоходная Узкоколейная (ЭСУ)

Дрезины:
- Узкоколейные дрезины
- Пассажирская дрезина ТУ6П
- Пассажирская дрезина ТУ8П
- Пассажирская автомотриса АМ1

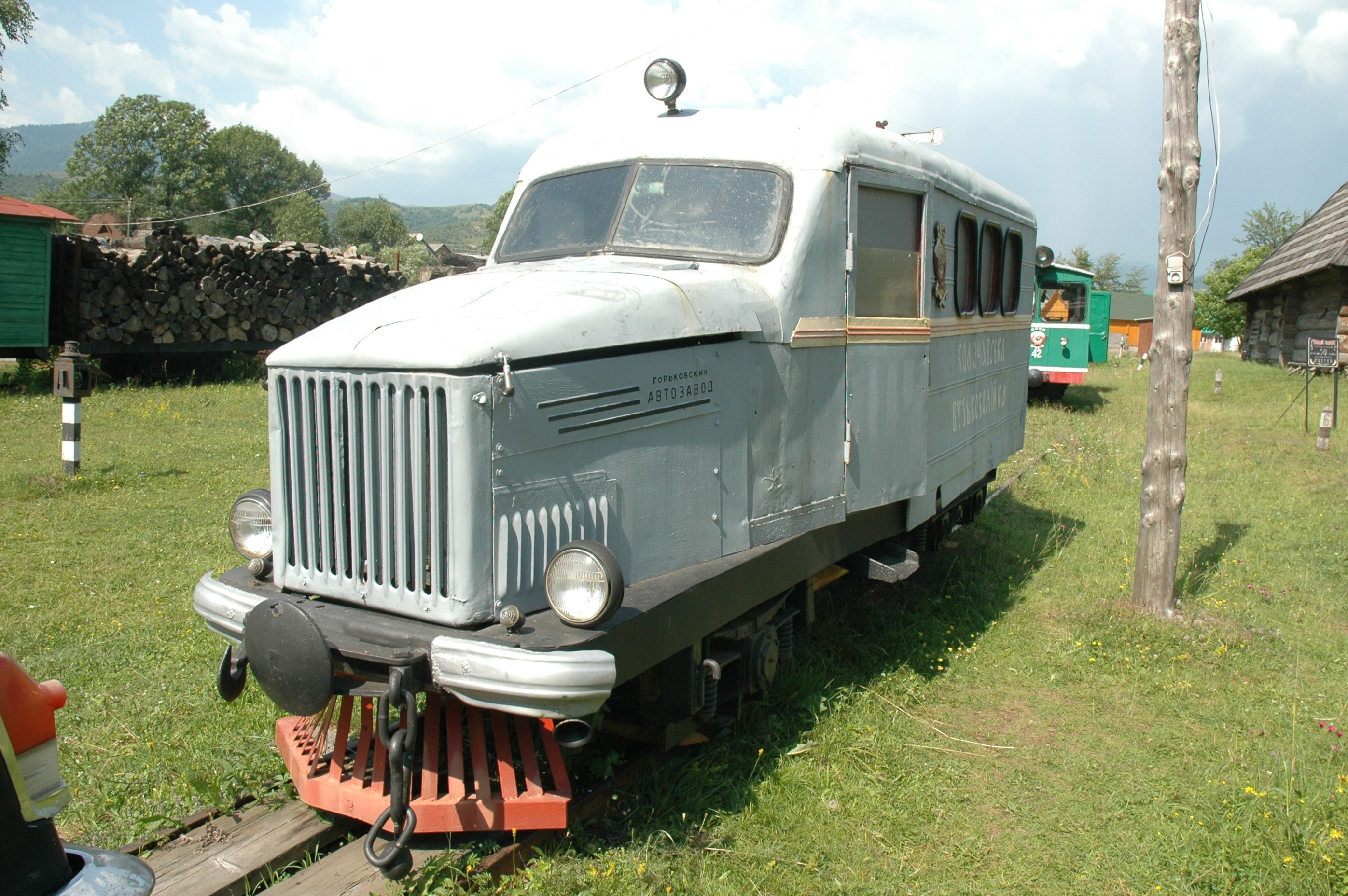
Санитарная мотодрезина СМД-1

Электровозы работали на немногочисленных электрифицированных узкоколейках. Один из первых узкоколейных электровозов, П-КО-1, эксплуатировался с 1951 г. на УЖД Шатурского транспортного управления, выбранной в качестве опытного полигона. Сейчас почти все они были разобраны или деэлектрифицированы (контактная сеть снята). Но, например, в Иваново, Липецке, Тоотси, Пролетарске и Текели электровозы используются до сих пор. На двух последних дорогах работают электровозы ПЭУ1 и ПЭУ2, произведённые в Днепропетровске и никогда не использовавшиеся на других дорогах. На горной узкоколейной железной дороге Боржоми — Бакуриани (Грузия) с шириной колеи 911 мм работают электровозы ЧС11.

### Снегоочистители и другая спецтехника
- Снегоочиститель узкоколейный
- Узкоколейные железнодорожные краны
- Строительно-ремонтный поезд производства: КМЗ

### Пассажирские и грузовые вагоны
- Пассажирские вагоны для узкоколейных дорог поставлял завод PAFAWAG (Польша)
- Демиховский вагоностроительный завод (вагоны ПВ-38, ПВ-40, ПВ-40Т)
- Пассажирские вагоны ВП750 производства: КМЗ

Грузовые вагоны, цистерны и платформы, крытые вагоны изготавливались:
- Алтайвагонзаводом
- Калининским заводом
- Усть-Катавским заводом
- Демиховский вагоностроительный завод

Грузовые вагоны производства КМЗ:
- Вагон-сцеп
- Вагон-цистерна
- Вагон-платформа
- Полувагон для торфа ТСВ6А
- Вагон-самосвал (думпкар) модели 47-641

Камбарский машиностроительный завод готов к выпуску всех видов грузовых вагонов, аналогичных по функциональному назначению ранее выпускаемыми другими предприятиями для железных дорог «узкой» колеи.

#### Планировка и интерьер

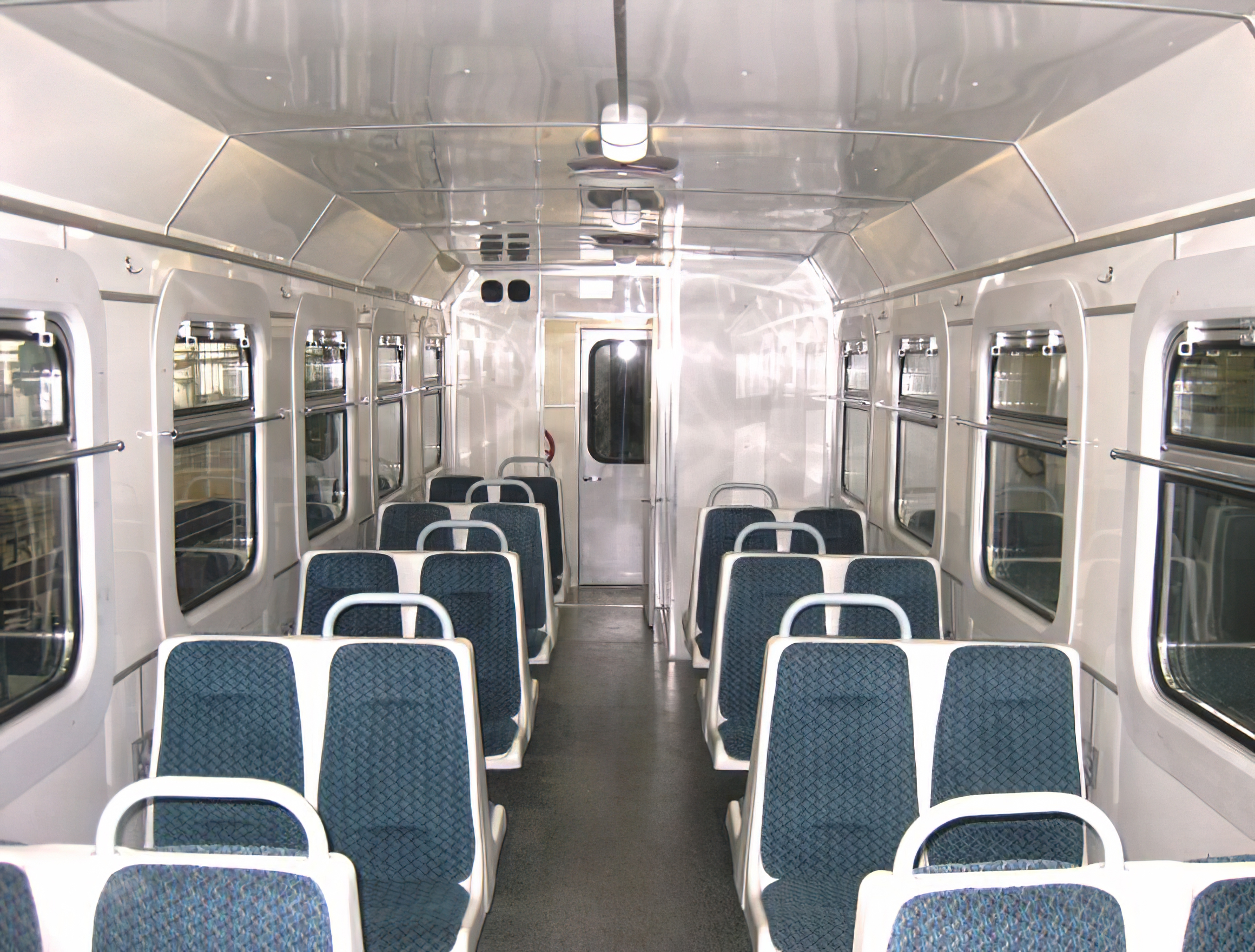
Интерьер пассажирского вагона

Ширина вагонов узкой колеи сопоставима с шириной автобуса, поэтому субъективная оценка «просторности» салона — «как в автобусе». Первоначально пассажирские диваны имели либо обивку либо облицовку, соответственно вагоны назывались «мягкий» и «жёсткий». На кузовах некоторых старых вагонов можно увидеть таблички с такими надписями. Сейчас жёсткие сиденья практически не применяются.
- Вагоны для перевозки пассажиров имеют компоновку сидячих мест «2+1», полки и крюки для размещения багажа, под сиденьями диванов оборудованы рундуки. Имеется санузел, система отопления и помещение для проводника. Между диванами могут быть откидные столики.
- Вагоны для прогулочных и туристических поездок имеют компоновку сидячих мест «2+2», проход между сиденьями остаётся узкий, не рассчитанный на перемещение крупного багажа. Багажные полки отсутствуют, но могут присутствовать крюки для размещения головных уборов, зонтов и другого лёгкого багажа. Имеется санузел, система отопления может отсутствовать, кондуктор занимает пассажирское место в салоне.
- Вагоны для детских железных дорог предназначены для кратковременных поездок на небольшие расстояния. Компоновка сидений — «2+2», какие-либо приспособления для размещения багажа отсутствуют. Отсутствует санузел и помещения для проводника, система отопления может отсутствовать.
- Вагоны для развозки рабочих чаще всего представляют собой списанные вагоны с других железных дорог, переоборудуются предприятиями под свои нужды, поэтому могут иметь любую планировку. Характерная компоновка сидений — «1+1», площадь широкого прохода между сиденьями используется для размещения крупного инвентаря.

Габариты пассажирских вагонов микроколейных железных дорог сравнимы с габаритами микроавтобуса. Поэтому для максимальной экономии места проход между сиденьями полностью отсутствует, а посадка осуществляется как в автомобиль, то есть через многочисленные боковые двери. Таким образом переход из одного вагона в другой возможен только на остановках. Для длительных поездок в состав может быть добавлен специальный вагон, содержащий помещение для проводника, багажное отделение и санузел.

### Пожарные поезда

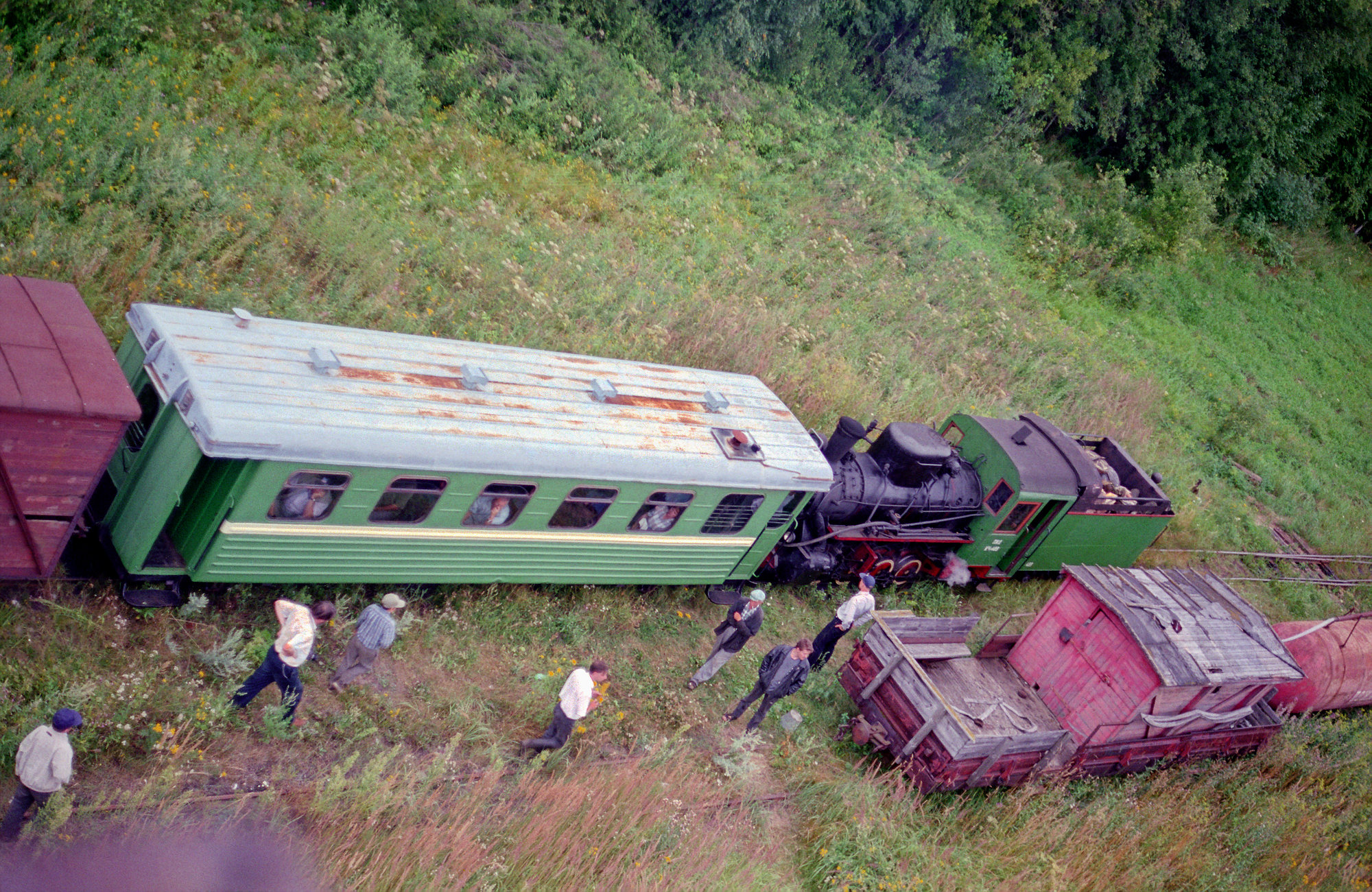
Пожарный поезд на узкоколейной железной дороге

В состав пожарного поезда торфяной промышленности РСФСР входили:
- локомотив
- цистерна для воды ВЦ-10 или ВЦ-20 (число цистерн определялось начальником транспорта)
- головной вагон, в котором устанавливались мотопомпы МП-1600 или МП-1400 и пожарный инвентарь согласно табелю[9].

## Современное положение дел

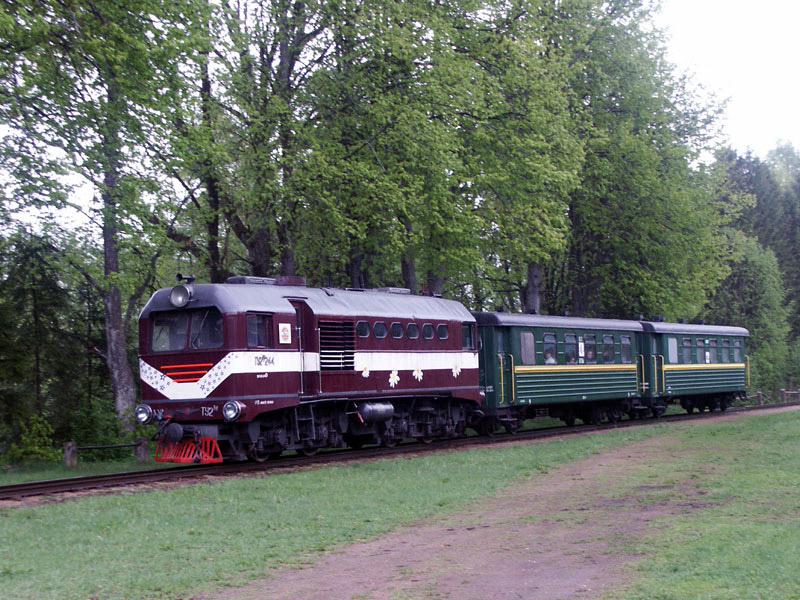
Узкоколейка в Латвии

В настоящее время в Северной Америке, Европе и СНГ узкоколейные железные дороги стали редкостью. Из сохранившихся узкоколеек многие стали аттракционом для туристов, хотя некоторые до сих пор используются для перевозки грузов и «обыкновенных» пассажиров (не туристов).

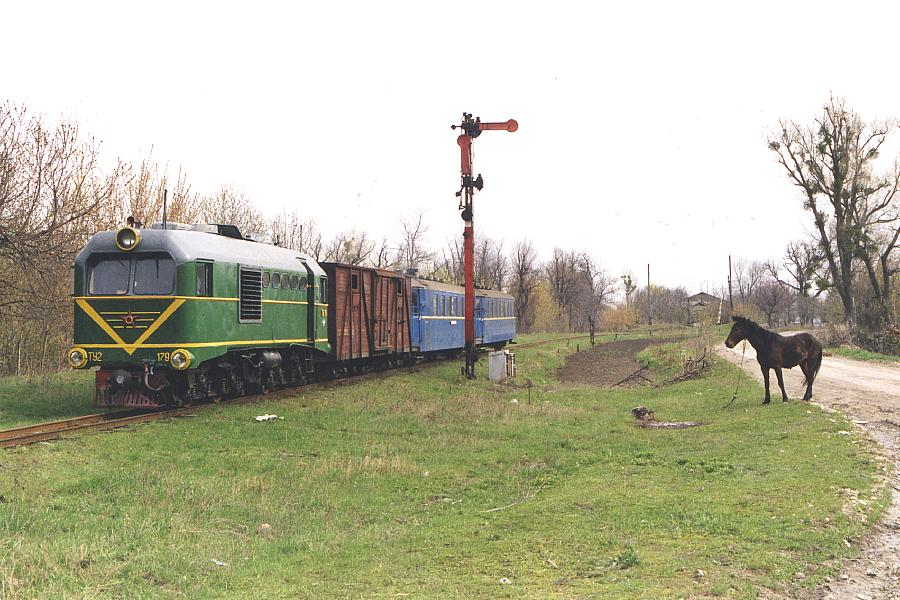
Узкоколейка на Украине

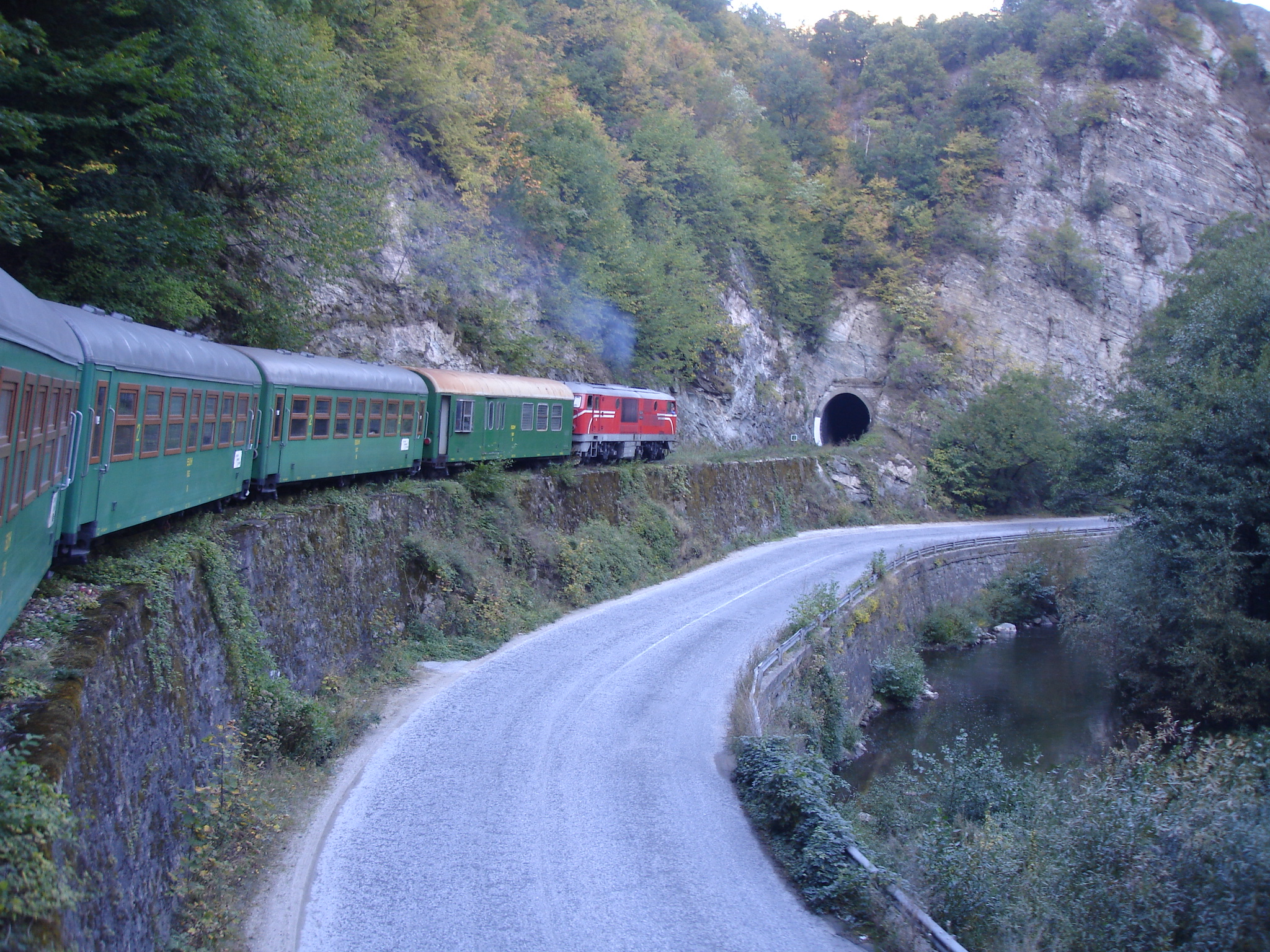
Узкоколейка в Болгарии

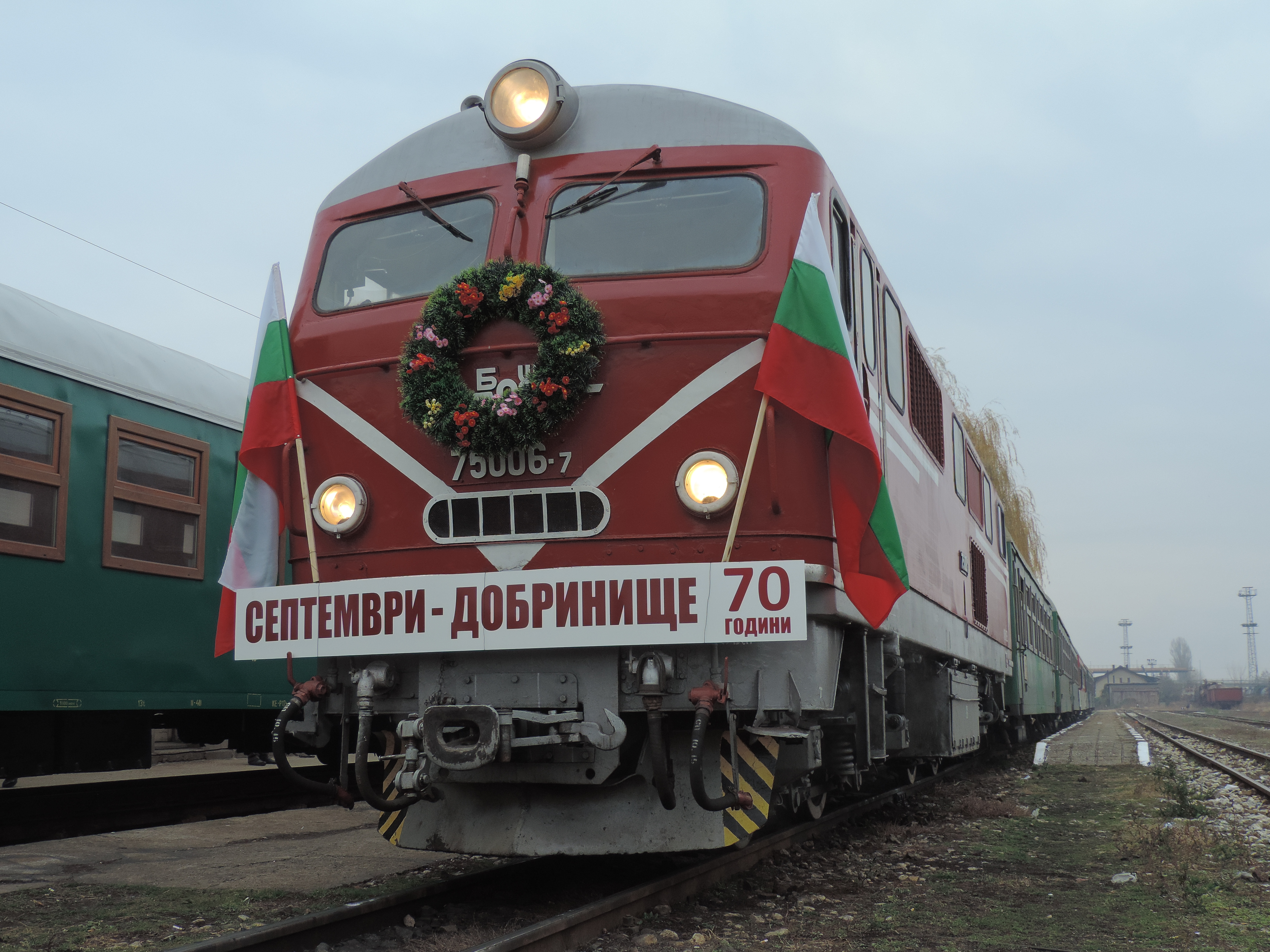
70-летний юбилей дороги Септември — Добриниште в Болгарии

### Европа и СНГ
В Абхазии узкоколейная железная дорога с колеёй 900 мм используется для доставки туристов в Новоафонскую пещеру.
Болгария. Самая длинная узкоколейная дорога в Восточной Европе (длина 125 км) находится в Болгарии. Она соединяет города Септември и Добриниште.
Вторая по длине из существующих узкоколейных железных дорог Восточной Европы находится в Ровненской области на Украине. От станции Антоновка до станции Заречное расстояние составляет 106 километров. Используется только как пассажирская местного сообщения.

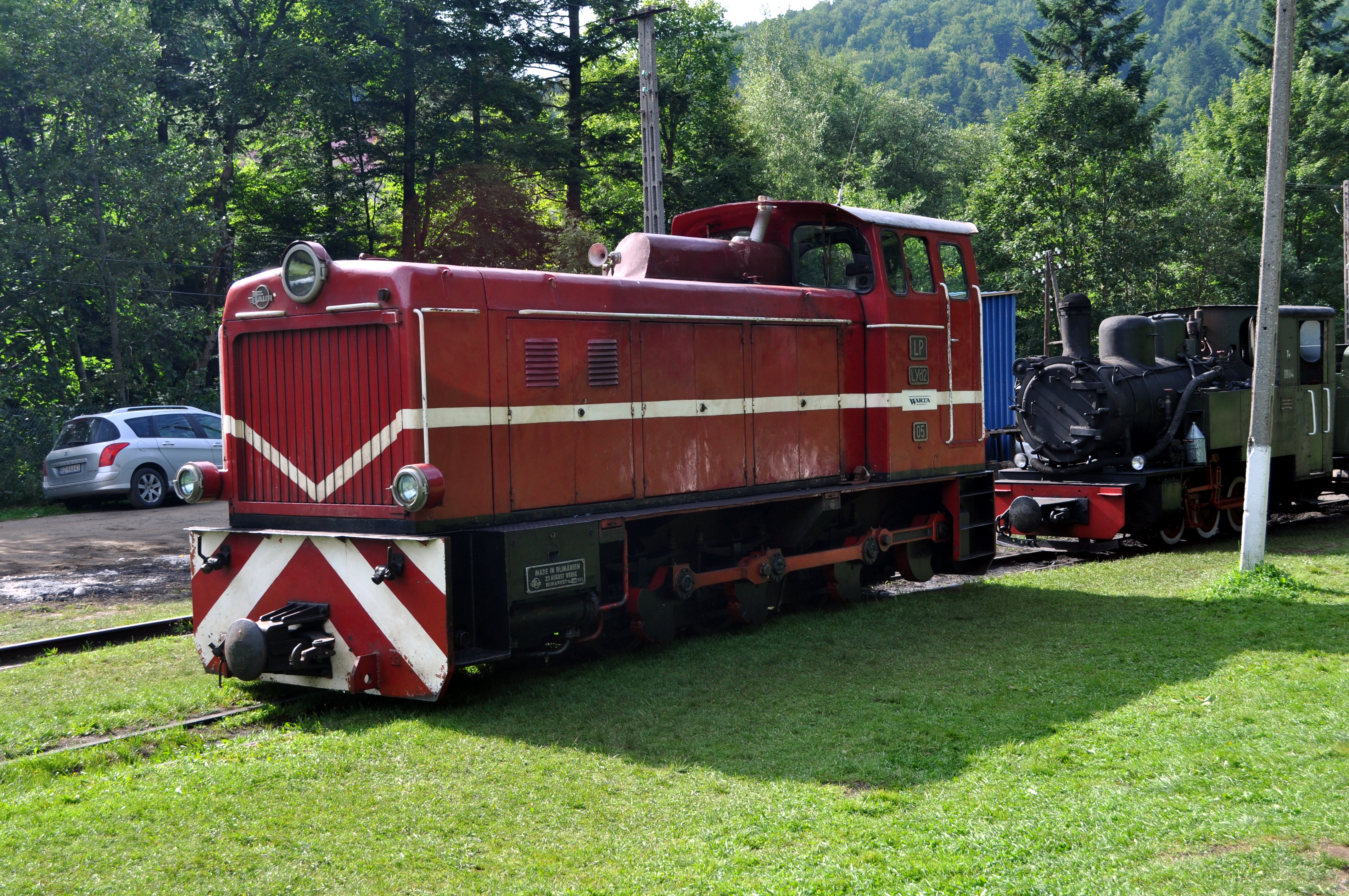
Узкоколейка в Польше

Также на Украине эксплуатируется ещё одна узкоколейка Рудница — Гайворон — Голованевск, протянувшаяся по территории трёх областей. Максимальная длина 440 км, эксплуатируется в настоящее время 78 км. Год открытия: 1899. Грузовое движение окончательно прекращено после разбора ветки Дахно — Чечельник. В настоящее время производится только пассажирское движение.
Известнейшая россиянам действующая узкоколейка Гулбене — Алуксне, Латвия, всего в 25 км от российской границы. Является туристским объектом, хотя местные жители используют эту дорогу как обычный транспорт.
В Германии сохранились и используются для грузовых и пассажирских перевозок довольно много узкоколеек, например в Саксонии, на острове Рюген, в Гарце (сеть Harzer Schmalspurbahnen); при этом на многих из них до сих пор используется паровая тяга.
В Польше до недавнего времени сохранялась сеть узкоколеек с колеёй в 600, 750, 785 и 1000 мм, но к концу 2001 года на большинстве узкоколеек были прекращены пассажирские перевозки. Сейчас некоторые из них используются только в летний период для перевозки туристов. Многие узкоколейки были переданы польскими железными дорогами на баланс местной администрации.
В Словакии с 1908 года действует узкоколейная Татранская электрифицированная железная дорога (ширина колеи — 1000 мм, длина 35 км), которая обеспечивает перевозку туристов между горными посёлками Высоких Татр и городом Попрад, через который проходит магистральная дорога Кошице — Жилина. Дорога состоит из двух линий: Татранска-Ломница — Стары-Смоковец — Штрбске-Плесо и Стары-Смоковец — Попрад. Также действует зубчатая железная дорога (колея также 1000 мм) Штрбске-Плесо — Штрба.
Крупная узкоколейная сеть (с шириной колеи 1000 мм) сохраняется в Испании. Главная железная дорога этой системы имеет длину в 650 км и проходит вдоль северного побережья в Испанской Басконии. Сеть имеет название EuskoTren. Также узкоколейки сохранились в Испании в районе Барселоны, Валенсии и на острове Майорка.
В Швейцарии имеется обширная сеть метровых узкоколеек, в первую очередь используемых для пассажирских перевозок. Они поддерживаются в хорошем состоянии, так как в горных районах альтернативы им зачастую нет.
В Италии имеется две узкоколейных дороги Circumetnea (вокруг Этны, от Катании до Рипосто) и Circumvesuviana (соединяет Неаполь с окрестностями, в том числе Помпеями, Эрколано, Сорренто)
В Казахстане сохранилось несколько коротких узкоколейных железных дорог. В 2013 году была разобрана крупная узкоколейная железная дорога протяжённостью 98 километров — «Последняя узкоколейка Целины», пролегающая по направлению Атбасар — Промышленная.
Среди республик бывшего СССР ни одной сохранившейся узкоколейки нет только в Азербайджане (после закрытия Бакинской ДЖД) и Молдавии. Наиболее насыщенной действующими узкоколейными железными дорогами является Белоруссия. Узкоколейные железные дороги там активно строятся и развиваются, для них строятся новые локомотивы и вагоны.

### Сохранившиеся крупные узкоколейки на постсоветском пространстве
| - Гулбене — Алуксне - Антоновка — Заречное - Рудница — Гайворон — Голованевск - Кудемская узкоколейная железная дорога - Боржавская узкоколейная железная дорога - Узкоколейная железная дорога Дымного торфопредприятия - Алапаевская узкоколейная железная дорога | - Апшеронская узкоколейная железная дорога - Узкоколейная железная дорога Пищальского торфопредприятия - Узкоколейная железная дорога Альцевского торфопредприятия - Узкоколейная железная дорога Гороховского торфопредприятия - Узкоколейная железная дорога Мещерского торфопредприятия - Выгодская узкоколейная железная дорога |

#### Россия
До начала девяностых годов XX века второй по распространённости в СССР шириной колеи была 750 мм, использовавшаяся для промышленных, торфо- и лесовозных узкоколеек, а также на детских железных дорогах. Однако за последние 25 лет протяжённость железных дорог этой колеи уменьшилась во много раз. Некоторые, наиболее оживлённые, узкоколейки были перешиты на стандартную колею, но большая часть узкоколеек просто была закрыта, часто из-за банкротства предприятий, ими обслуживаемых, а пути разобраны, рельсы сданы на металлолом. Местное население всячески сопротивлялось разборке единственных в болотистой местности путей сообщения, в ход иногда шло даже огнестрельное оружие. Пассажирское движение местами сохраняется благодаря энтузиазму местных жителей, так на Авнюгской УЖД с 2013 года курсирует частный пассажирский поезд.

### Узкоколейные железные дороги в других странах

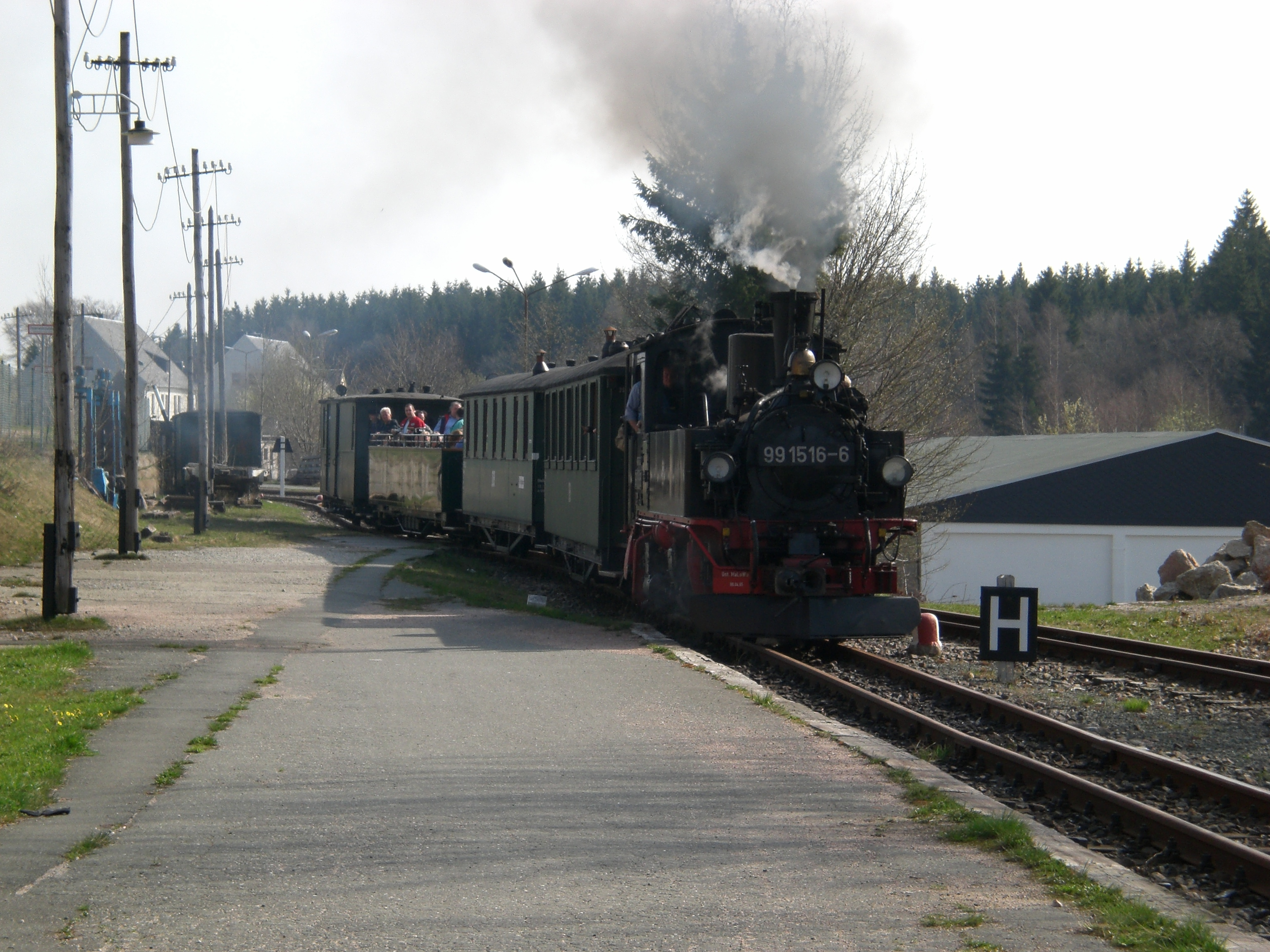
Узкоколейка в Германии

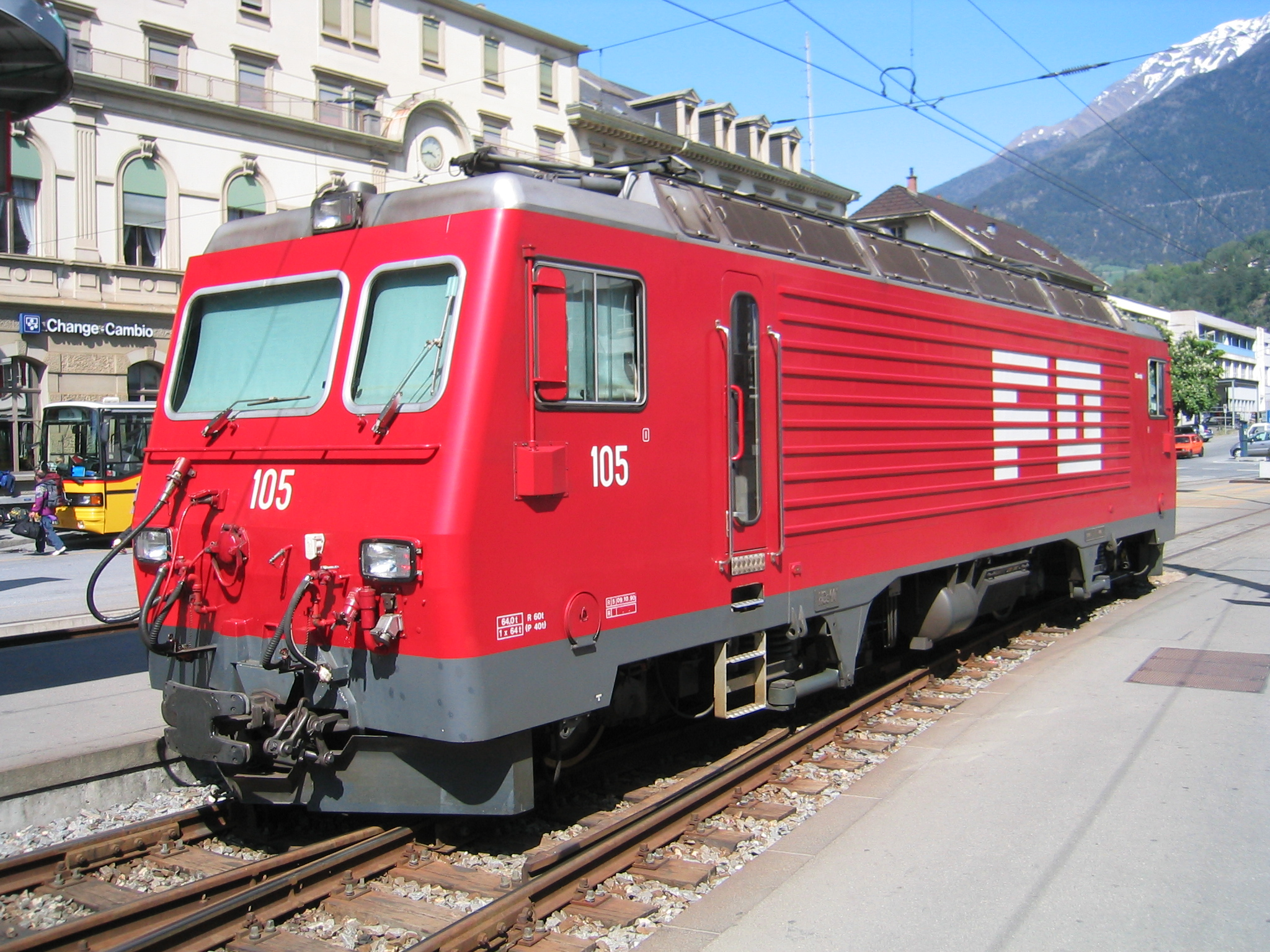
Узкоколейка в Швейцарии

Крупнейшая узкоколейная железнодорожная сеть находится в Японии. Собственно, именно узкая колея (1067 мм, так называемая капская колея) и является здесь стандартом. Таким образом, здесь не действует один из главных недостатков узкоколеек. Однако, узкая колея всё равно накладывает ограничение на скорость движения поездов, поэтому высокоскоростные линии Синкансэн имеют европейскую колею (1435 мм).
Похожая ситуация наблюдается в ЮАР. Здесь также узкая колея 1067 мм является стандартом (собственно, именно по названию Капской колонии железнодорожную колею и назвали «капской»).
Государственные железные дороги Таиланда с колеёй 1000 мм имеют протяжённость около 4 000 км.
Узкоколейные (600 мм) горные железные дороги в Дарджилинге и в горах Нилгири (Индия) внесены ЮНЕСКО в список Всемирного наследия.

Узкоколейки распространены также во многих странах Африки и Южной Америки, при этом существует огромное количество вариантов ширины колеи, варьирующихся от 600 мм до капской колеи.